# ブランコ・デプリーズ
ブランコ・デプリーズ（Branco du Preez、1990年5月8日 - ）は、南アフリカ共和国のラグビー選手。

## プロフィール
- 南アフリカジョージ出身[1]。
- ポジションはスタンドオフ(SO)。
- 身長 166cm、体重 72kg
- U20南アフリカ代表に選ばれたことがある[2]。

## 略歴
2021年、東京五輪の7人制南アフリカ代表に選ばれた。